# Moby Lines
Moby Lines is een Italiaanse rederij die veerdiensten verzorgt op de Mediterraanse zee.

## Geschiedenis
Het bedrijf met thuisbasis Napels ontstond in 1959 onder de naam Navarma (Navigazione Arcipelago Maddalenino).
Het werd opgericht door Achille Onorato die destijds met één enkele veerboot, de Maria Maddalena, overtochten verzorgde tussen de verschillende eilandjes van Sardinië. In 1966 kon Navarma een tweede schip aanschaffen, de Bonaficio, waarmee een vaste veerdienst tussen Corsica en Sardinië werd onderhouden. De groei zette zich verder en de vloot werd al snel uitgebreid. In de jaren '90 veranderde de rederij zijn naam in het huidige Moby Lines. De blauwe vinvis werd het logo van het bedrijf.
Op 10 april 1991 brak er brand uit aan boord van het schip, de Moby Prince. Het incident veroorzaakte heel wat dodelijke slachtoffers die vrijgekomen giftige rook inademden.
Sinds 2003 zijn de schepen van Moby Lines beschilderd met figuren uit de populaire televisieserie Looney Tunes. Men bereikte hiervoor een akkoord met Warner Bros. Pictures. De Moby Niki, aangekocht in 2017 vormt met Batman een uitzondering hierop.
In 2006 kocht Moby Lines de concurrerende rederij Lloyd Sardegna op.
Moby Lines werkt samen met de rederijen Tirrenia en Toremar en verkoopt hiervoor ook tickets.

## Galerij

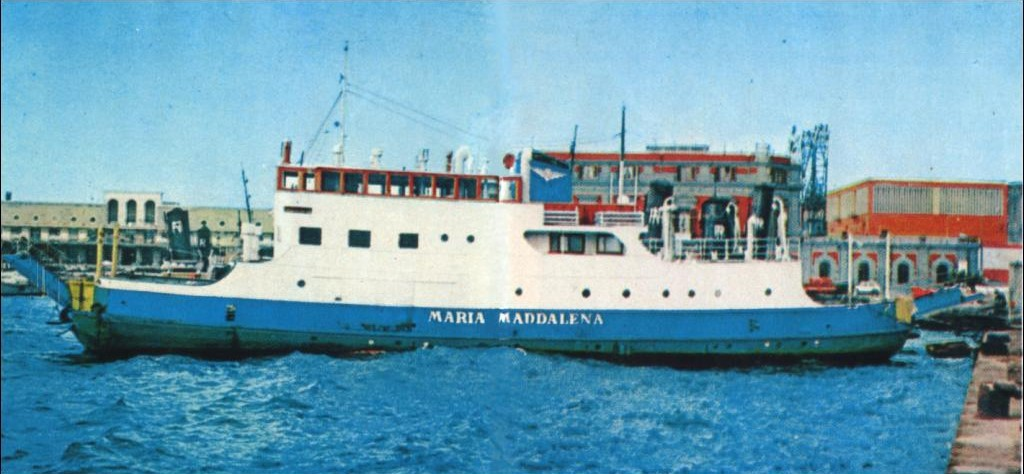
Navarma's eerste schip, de Maria Maddalena.
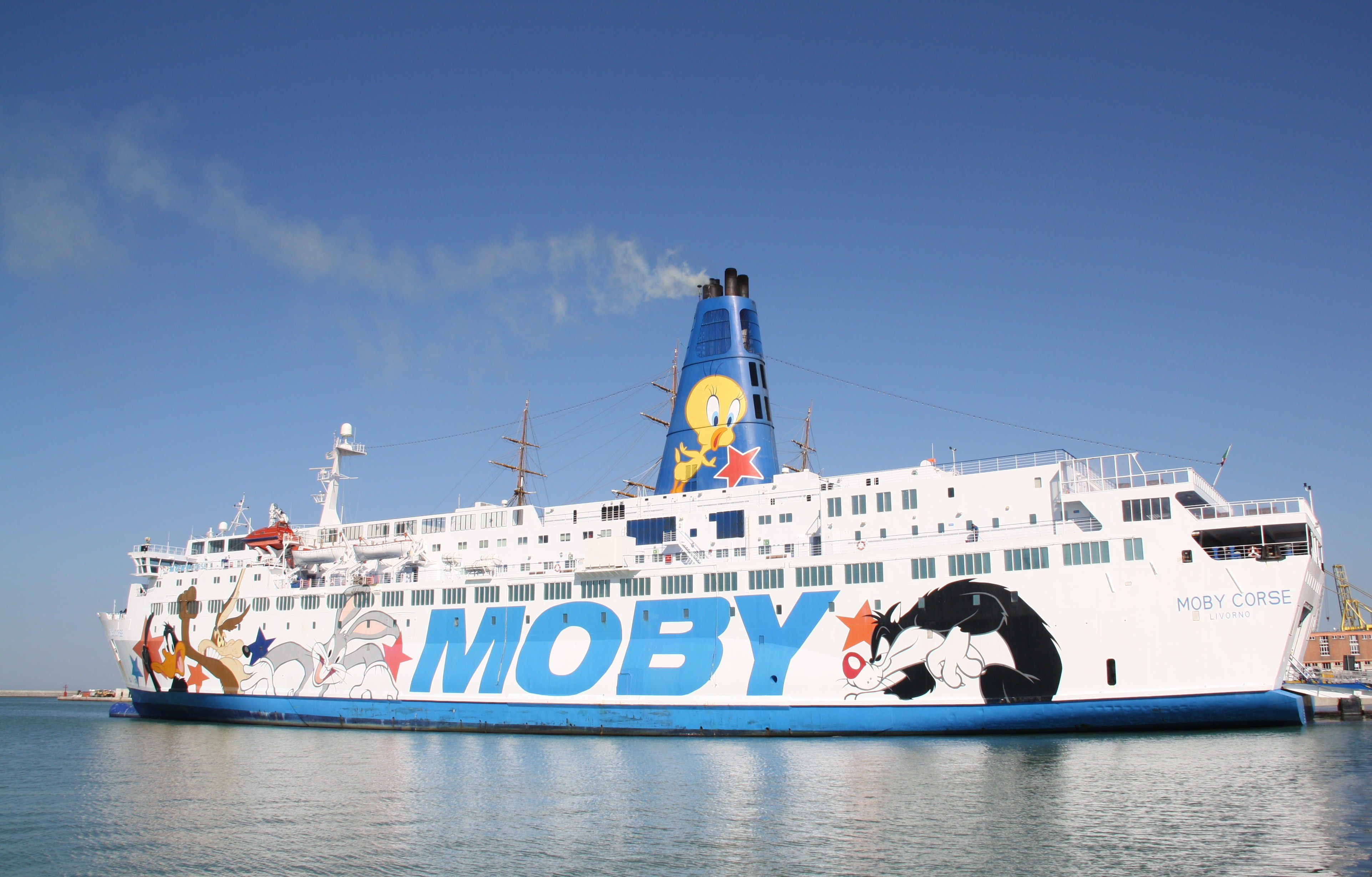
De Looney Tunes op de Moby Corse.
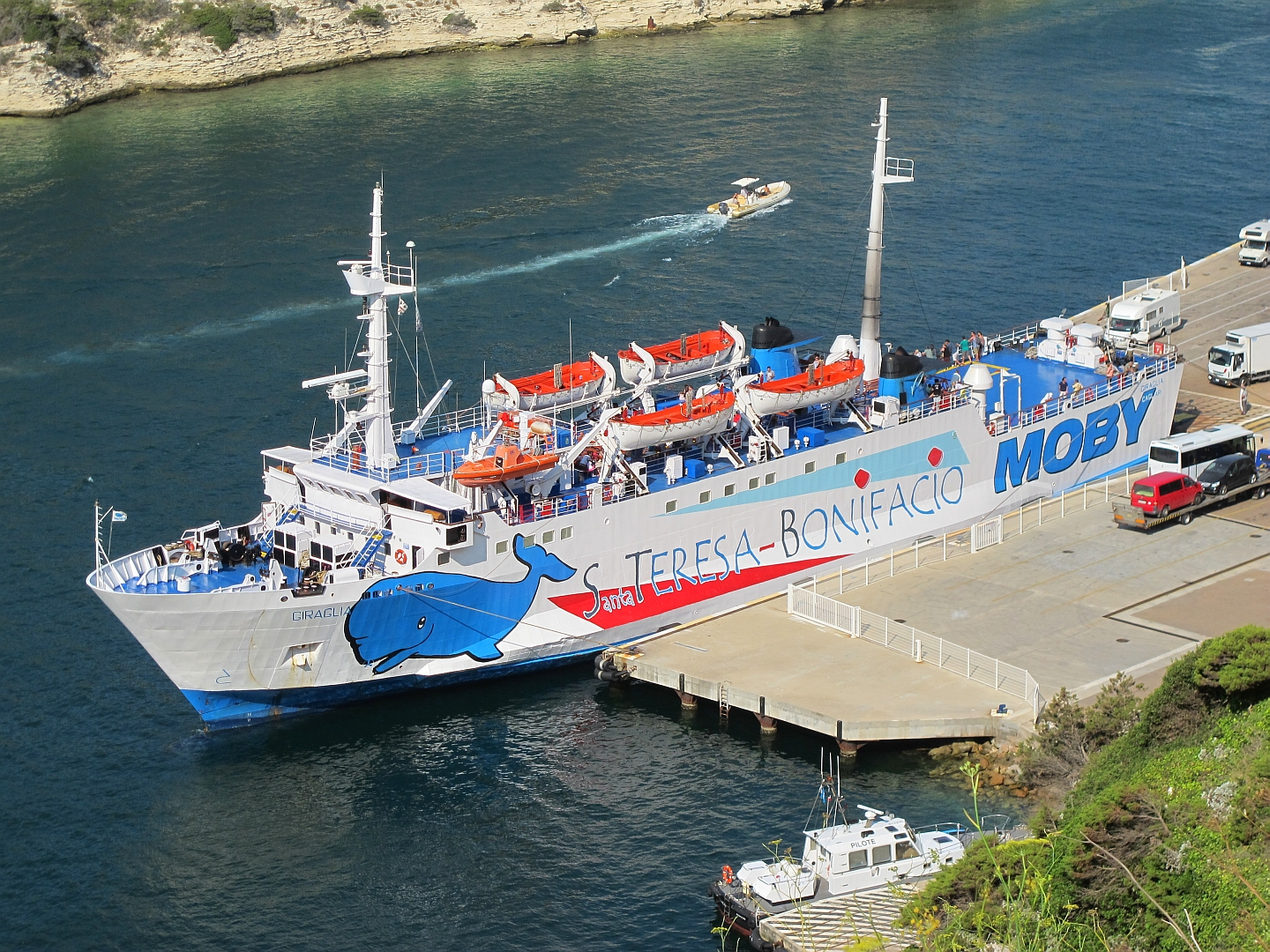
De Giraglia in Bonifacio.
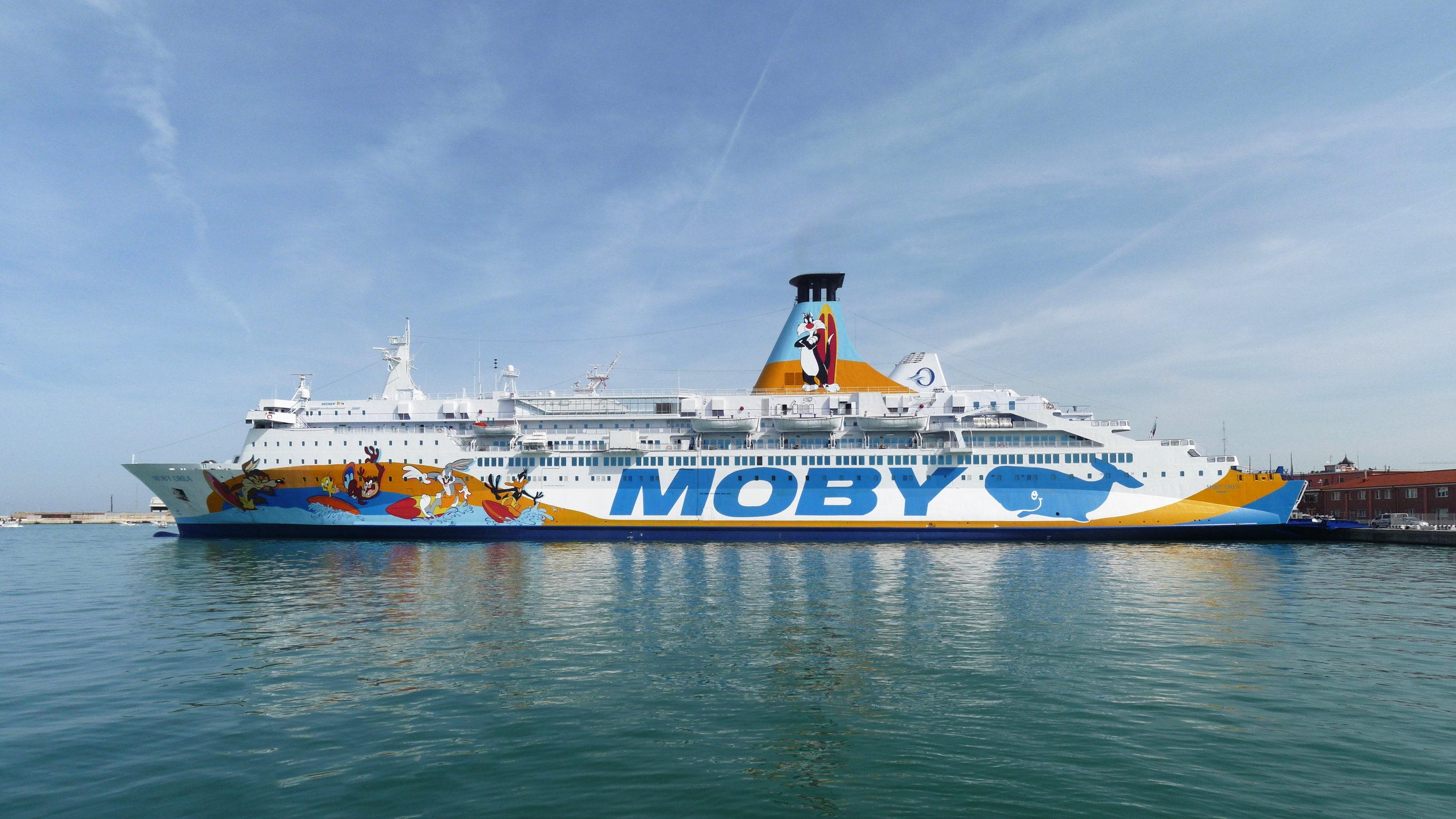
Moby Drea ligt aangemeerd.
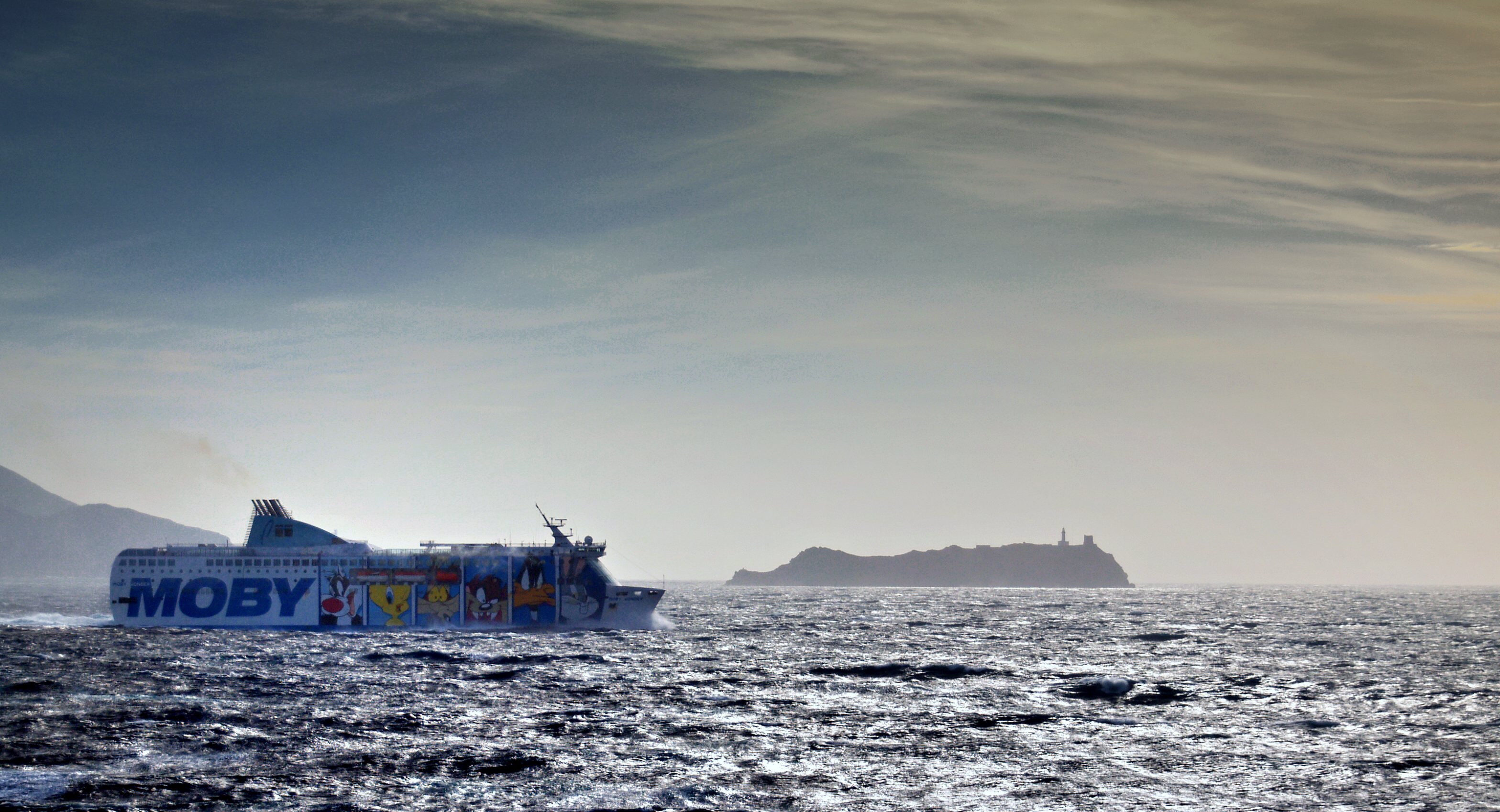
De Moby Wonder doorkruist de Mediterraanse zee.